# Championnat du Tadjikistan de football 2014
Navigation
Saison précédente Saison suivante
La saison 2014 du Championnat du Tadjikistan de football est la 23e édition de la première division au Tadjikistan. La compétition regroupe dix clubs, qui s'affrontent deux fois, à domicile et à l'extérieur. Il n’y a finalement aucun promu cette saison. Seulement 10 clubs participent au championnat.
C'est Istiqlol Douchanbé qui remporte  la compétition. C'est le troisième titre de champion du Tadjikistan de l'histoire du club. La surprise vient du bas du tableau puisque le tenant du titre, Ravshan Kulob manque complètement sa saison et termine à la dernière place. Il est donc relégué en deuxième division, où il est accompagné par le club d'Energetik Douchanbé, qui déclare forfait le 21 septembre, après la 13e journée.

## Les clubs participants
| - FK Istaravshan - Istiqlol Douchanbé - Khayr Vahdat - Regar-TadAZ Tursunzoda - FK Khodjent | - Parvoz Bobojon Ghafurov - Vakhsh Qurghonteppa - Energetik Douchanbé - SSKA Pamir Douchanbé - Ravshan Kulob |

## Compétition
Le barème de points servant à établir le classement se décompose ainsi :
- Victoire : 3 points
- Match nul : 1 point
- Défaite : 0 point

### Classement
| Rang | Équipe                  | Pts | J  | G  | N | P  | Bp | Bc | Diff |
| ---- | ----------------------- | --- | -- | -- | - | -- | -- | -- | ---- |
| 1    | Istiqlol Douchanbé C    | 50  | 18 | 16 | 2 | 0  | 65 | 10 | +55  |
| 2    | Khayr Vahdat            | 35  | 18 | 11 | 2 | 5  | 27 | 17 | +10  |
| 3    | FK Istaravshan          | 33  | 18 | 9  | 6 | 3  | 20 | 11 | +9   |
| 4    | FK Khodjent             | 32  | 18 | 9  | 5 | 4  | 24 | 17 | +7   |
| 5    | Parvoz Bobojon Ghafurov | 25  | 18 | 8  | 1 | 9  | 28 | 35 | -7   |
| 6    | Regar-TadAZ Tursunzoda  | 20  | 18 | 5  | 5 | 8  | 25 | 27 | -2   |
| 7    | Energetik Douchanbé     | 19  | 18 | 5  | 4 | 9  | 17 | 30 | -13  |
| 8    | SSKA Pamir Douchanbé    | 15  | 18 | 3  | 6 | 9  | 14 | 27 | -13  |
| 9    | Vakhsh Qurghonteppa     | 14  | 18 | 4  | 2 | 12 | 12 | 32 | -20  |
| 10   | Ravshan KulobT          | 9   | 18 | 2  | 3 | 13 | 18 | 44 | -26  |

|  | Qualification pour la Coupe de l'AFC 2015                    |
|  | Relégation en deuxième division                              |
|  | Abandon du championnat en cours de saison                    |
|  | T : Tenant du titre C : Vainqueur de la Coupe du Tadjikistan |

### Matchs
| Résultats (▼dom., ►ext.)                                   | CSKA | Ene | FKI | Ist | Khu | Kha | Par | Rav | Reg | Vak |
| SSKA Pamir Douchanbé                                       |      | 0-2 | 1-1 | 0-3 | 0-0 | 2-2 | 3-1 | 2-1 | 0-3 | 4-3 |
| Energetik Douchanbé                                        | 0-0  |     | 0-3 | 0-3 | 0-3 | 0-2 | 1-0 | 2-2 | 3-0 | 0-1 |
| FK Istaravshan                                             | 1-0  | 1-1 |     | 0-3 | 1-0 | 0-0 | 2-0 | 1-0 | 2-0 | 2-0 |
| Istiqlol Douchanbé                                         | 4-0  | 2-2 | 1-1 |     | 4-0 | 5-1 | 5-1 | 9-1 | 1-0 | 8-0 |
| FK Khodjent                                                | 1-0  | 2-0 | 0-0 | 0-2 |     | 1-0 | 3-3 | 1-0 | 3-1 | 1-0 |
| Khayr Vahdat                                               | 1-0  | 3-0 | 1-0 | 2-3 | 2-0 |     | 1-0 | 3-1 | 2-1 | 2-0 |
| Parvoz Bobojon Ghafurov                                    | 2-1  | 3-0 | 1-2 | 0-5 | 0-4 | 2-1 |     | 5-2 | 2-1 | 1-0 |
| Ravshan Kulob                                              | 0-0  | 0-2 | 1-0 | 1-2 | 2-3 | 1-2 | 2-5 |     | 0-0 | 1-0 |
| Regar-TadAZ Tursunzoda                                     | 1-1  | 2-4 | 2-2 | 1-2 | 1-1 | 1-0 | 2-1 | 5-2 |     | 3-0 |
| Vakhsh Qurghonteppa                                        | 1-0  | 3-0 | 0-1 | 0-3 | 1-1 | 0-2 | 0-1 | 2-1 | 1-1 |     |
| - Victoire à domicile - Match nul - Victoire à l'extérieur |      |     |     |     |     |     |     |     |     |     |

## Bilan de la saison
| Championnat du Tadjikistan de football 2014 |                               |
| Champion                                    | Istiqlol Douchanbé (3e titre) |
| Coupes et trophées                          |                               |
| Vainqueur de la Coupe du Tadjikistan 2014   | Istiqlol Douchanbé            |
| Qualifications continentales                |                               |
| Coupe de l'AFC 2015                         | Istiqlol Douchanbé            |
| Coupe de l'AFC 2015                         | Khayr Vahdat                  |
| Promotions et relégations                   |                               |
| Promus en Vysshaya Liga                     | Saroykamar Panj (en)          |
| Promus en Vysshaya Liga                     | Eskhata Khujand (en)          |
| Relégués en Deuxième division               | Ravshan Kulob                 |
| Relégués en Deuxième division               | Energetik Douchanbé           |